# Bashiqa
Bashiqa (em curdo: Başîk, em árabe: بعشيقة, Ba'shiqah, em siríaco:  ܒܝܬ ܥܫܝܩܐ) é uma cidade da província de Ninawa, no norte do Iraque. Está localizada a cerca de 20 quilômetros de Mossul, a capital da província. 
Sua população é predominantemente de curdos e cristãos assírios. Em novembro de 2016, a cidade foi recapturada das mãos de Daesh pelos Peshmergas curdos, sendo incorporada à administração do Curdistão Iraquiano.